# The Forsyte Saga (miniserie)
De Forsyte Saga is een Britse miniserie uit 2002-2003 van de televisiezender ITV. Het is de verfilming van het boek The Forsyte Saga van John Galsworthy. Het tweede seizoen kreeg de titel The Forsyte Saga: To Let.

## Verhaal
De serie vertelt het leven van drie generaties van de machtige familie Forsyte, vanaf het Victoriaanse tijdperk tot in de twintigste eeuw. Het huwelijk tussen Soames Forsyte, arrogant, egoïstisch en van de oude stempel, en de onbemiddelde Irene Heron, mooi en modern, lijkt gelukkig maar in stilte lijdt zij in dit moeizame huwelijk. Zij stort zich in een affaire met architect Philip Bosinney. Net wanneer Irene er met hem ervan door wenst te gaan, sterft Philip. Deze verhouding zorgt er uiteindelijk voor dat de familie Forsyte op een bittere manier uit elkaar valt.
Het tweede seizoen To Let start net na de Eerste Wereldoorlog. Het is twintig jaar geleden dat koningin Victoria stierf en de machtige advocaat Soames Forsyte kan maar moeilijk wennen aan het nieuwe, vrijere sociale klimaat. Zijn dochter Fleur wordt verliefd op Jon en zij is vastbesloten dat niets of niemand hun liefde in de weg zal staan. Maar Fleur is niet op de hoogte van een schandaal dat de familie al decennia verdeelt en waar Jon, buiten zijn schuld om, alles mee te maken heeft. De wederzijdse gevoelens van haat tussen Soames en zijn ex-vrouw Irene duren onverminderd voort en het duurt dan ook niet lang voordat het heden wordt ingehaald door het verleden, met alle tragische gevolgen van dien.

## Cast
| Personage                      | Acteur               |
| ------------------------------ | -------------------- |
| Soames Forsyte                 | Damian Lewis         |
| Irene Forsyte                  | Gina McKee           |
| Young Jolyon Forsyte           | Rupert Graves        |
| Fleur Forsyte                  | Emma Griffiths Malin |
| Jon Forsyte                    | Lee Williams         |
| June Forsyte                   | Gillian Kearney      |
| Annette Forsyte                | Beatriz Batarda      |
| Winifred Dartie                | Amanda Root          |
| Montague Dartie                | Ben Miles            |
| Prosper Profond                | Michael Maloney      |
| Aunt Hester Forsyte            | Ann Bell             |
| George Forsyte                 | Alistair Petrie      |
| Val Dartie                     | Julian Ovenden       |
| Holly Dartie (geboren Forsyte) | Amanda Ryan          |
| Michael Mont                   | Oliver Milburn       |